# Zespół Doose
Zespół Doose – miokloniczno-astatyczna padaczka oraz (krótka MAE) lub padaczka z napadami mioklonicznymi-atonicznymi. Zespół Doose jest niezależnym zespołem, który należy do grupy idiopatycznych uogólnionych padaczek w dzieciństwie. Po raz pierwszy została opisana przez niemieckich epileptologów Rolfa Kruse w 1968 i Hermanna Doose w 1970 roku. Na zespół ten cierpi dwukrotnie więcej chłopców niż dziewczynek.